# Championnat du monde féminin de volley-ball des moins de 18 ans 2001
Navigation
Funchal 1999 Piła/Włocławek 2003
Le 7e championnat du monde de volley-ball féminin des moins de 18 ans a eu lieu à Pula et Rijeka ( Croatie) du 22 au 30 septembre 2001.

## Final Four
|  | Demi-finales          | Demi-finales          |                        |   | Finale                | Finale                |
|  | Demi-finales          | Demi-finales          |                        |   | Finale                | Finale                |
|  |                       |                       |                        |   |                       |                       |
|  | 29 septembre (Rijeka) | 29 septembre (Rijeka) |                        |   | 30 septembre (Rijeka) | 30 septembre (Rijeka) |
|  | 29 septembre (Rijeka) | 29 septembre (Rijeka) |                        |   | 30 septembre (Rijeka) | 30 septembre (Rijeka) |
|  | Pologne               | 1                     |                        |   | 30 septembre (Rijeka) | 30 septembre (Rijeka) |
|  | Pologne               | 1                     |                        |   | 30 septembre (Rijeka) | 30 septembre (Rijeka) |
|  | Brésil                | 3                     |                        |   | 30 septembre (Rijeka) | 30 septembre (Rijeka) |
|  | Brésil                | 3                     | Brésil                 | 1 |                       |                       |
|  | 29 septembre (Rijeka) |                       | Brésil                 | 1 |                       |                       |
|  |                       | Chine                 | 3                      |   |                       |                       |
|  | Italie                | Chine                 | 3                      | 1 |                       |                       |
|  | Italie                |                       |                        | 1 |                       |                       |
|  | Chine                 | 3                     |                        |   |                       |                       |
|  | Chine                 | 3                     | Match pour la 3e place |   |                       |                       |
|  |                       |                       |                        |   |                       |                       |
|  | 30 septembre (Rijeka) |                       |                        |   |                       |                       |
|  |                       |                       |                        |   |                       |                       |
|  | Pologne               | 3                     |                        |   |                       |                       |
|  | Pologne               | 3                     |                        |   |                       |                       |
|  | Italie                | 2                     |                        |   |                       |                       |
|  | Italie                | 2                     |                        |   |                       |                       |

## Distinctions
- Meilleure marqueuse :  Huang Huiping
- Meilleure attaquante :  Fabiana Claudino
- Meilleure contreuse :  Fabiana Claudino
- Meilleure serveuse :  Ayako Sana
- Meilleure défenseuse :  Sara Paris
- Meilleure passeuse :  Zhang Qian
- Meilleure réceptionneuse :  Raquele Lenartowicz

## Palmarès
| Classement         | Pays                   |
| ------------------ | ---------------------- |
| Médaille d'or      | Chine                  |
| Médaille d'argent  | Brésil                 |
| Médaille de bronze | Pologne                |
| 4e                 | Italie                 |
| 5e                 | Japon                  |
| 6e                 | Russie                 |
| 7e                 | Taïwan                 |
| 8e                 | République dominicaine |
| 9e                 | Croatie                |
| 10e                | Argentine              |
| 11e                | Corée du Sud           |
| 12e                | Espagne                |
| 13e                | Kenya                  |
| 14e                | Biélorussie            |
| 15e                | République tchèque     |
| 16e                | Porto Rico             |